# Plantago novae-zelandiae
Plantago novae-zelandiae är en grobladsväxtart som beskrevs av Lucy Beatrice Moore. Plantago novae-zelandiae ingår i släktet kämpar, och familjen grobladsväxter. Inga underarter finns listade i Catalogue of Life.